# George Knobel
George Knobel (* 10. Dezember 1922 in Roosendaal; † 5. Mai 2012 ebenda) war ein niederländischer Fußballspieler und -trainer.

## Leben
Der aus ärmlichen Verhältnissen stammende George Knobel war wie sein Vater Zigarrenmacher und spielte ab seinem vierzehnten Lebensjahr halbprofessionell mit RBC Roosendaal in der zweiten Liga. Knobel spielte  bis zu seinem 37. Lebensjahr bei diesem Verein, zuerst als Stürmer und nach einem Beinbruch im Mittelfeld. George Knobel begann als Trainer in Fijnaart und war anschließend bei VV Baronie in Breda, ehe er 1969 erstmals MVV Maastricht übernahm. 1973 wurde er bei Ajax Amsterdam Nachfolger des Rumänen Ștefan Kovács. Bei den nach dem Ende ihrer Glanzzeit im Niedergang befindlichen Amsterdamern wurde er im April 1974 entlassen, nachdem er in einem Interview meinte, dass Alkohol und Frauen den Verein ruinierten.
Im selben Jahr wurde er nach der Weltmeisterschaft, bei der die Niederlande Vizeweltmeister wurden, Nachfolger von Rinus Michels als Nationaltrainer. Er führte die Elftal durch die Qualifikation zur Endrunde der Europameisterschaft 1976 in Jugoslawien. Dort unterlagen die Niederlande im Halbfinale gegen den Turniersieger Tschechoslowakei, gewannen aber abschließend das Spiel um den Dritten Platz gegen die Gastgeber. Er betrachtete die Mannschaft als in sich gespalten und hatte daher bereits vor dem Turnier seinen Rücktritt eingereicht. Anschließend trainierte er noch einmal für zwei Jahre MVV Maastricht den er 1978 in die erste Liga zurückführte, und daraufhin Beerschot in Belgien. Zwischen 1980 und 1987 war er in Hongkong und trainierte in jenen Jahren deren Auswahl sowie Seiko Hongkong. 1994 wurde er Technischer Direktor bei RBC Roosendaal, wo seinerzeit der ehemalige Nationalspieler Jan Poortvliet Cheftrainer war.
Knobels Ehefrau erlag 2010 der Alzheimer-Krankheit, die wenig später auch bei ihm diagnostiziert wurde. Er hinterließ zwei Töchter und einen Sohn.

## Bilanz als Nationaltrainer der Niederlande
|                                   | Amtszeit | S         | G – U – V |
| 4. September 1974 – 19. Juni 1976 | 15       | 9 – 1 – 5 |           |

## Belege
1. ↑  DeStem.nl: Oud-bondscoach George Knobel op 89-jarige leeftijd overleden, niederländisch, abgerufen am 6. Mai 2012

| Personendaten    | Personendaten                   |
| ---------------- | ------------------------------- |
| NAME             | Knobel, George                  |
| KURZBESCHREIBUNG | niederländischer Fußballtrainer |
| GEBURTSDATUM     | 10. Dezember 1922               |
| GEBURTSORT       | Roosendaal, Niederlande         |
| STERBEDATUM      | 5. Mai 2012                     |
| STERBEORT        | Roosendaal, Niederlande         |